# Lauritz Schmidt
Lauritz Thura Thrap Schmidt (ur. 1 maja 1897 w Oslo, zm. 27 czerwca 1970tamże) – norweski biznesmen i żeglarz, olimpijczyk, dwukrotny medalista olimpijski.
Na Letnich Igrzyskach Olimpijskich 1920 zdobył srebro w żeglarskiej klasie 8 metrów (formuła 1919). Załogę jachtu Lyn stanowili również Jens Salvesen, Finn Schiander, Nils Thomas i Ralph Tschudi.
Szesnaście lat później zdobył zaś srebro w klasie 8 metrów na jachcie Silja. Załoga składała się wówczas także z Hansa Struksnæsa, Nordahla Wallema, Johna Ditleva-Simonsena, Olafa Ditleva-Simonsena i Jacoba Tullina Thamsa.